# Leucemia/linfoma de células T do adulto
Leucemia/linfoma de células T do adulto (ou L/LAT) é um raro tipo de câncer das células T do sistema imune. Acredita-se que a causa desta doença seja a infecção pelo vírus HTLV-1 (vírus linfotrópico de células T humanas do tipo I).
A leucemia ATLL é normalmente um linfoma não Hodgkin muito agressivo com nenhuma aparente característica histológica a não ser pelo padrão difuso e um fenótipo célula T madura. 
Os linfócitos leucêmicos circulantes têm núcleo irregular. 

## Causa
Várias linhas de evidência sugerem que a causa da leucemia/linfoma de células T do adulto é a infecção pelo HTLV-1. Estas evidências incluem a detecção deste vírus em pacientes com esta doença. Esta leucemia é frequentemente acompanhada por envolvimento visceral, hipercalcemia, lesões ósseas líticas, e lesões de pele. A maioria dos pacientes morre dentre dois anos após o diagnóstico da doença. O HTLV-1 é um retrovírus adquirido que pode induzir a leucemia/linfoma de células T em poucos pacientes infectados. O HTLV-I também leva a desordens neurológicas como a paraparesia.

## Incidência/prevalência
A infecção pelo HTLV-1 é rara nos Estados Unidos. Embora pacientes sorologicamente positivos existam no sudoeste dos Estados Unidos, principalmente entre negros. Uma porcentagem de prevalência de 30% foi achada entre negros usuários de drogas Nova Jersey, e uma porcentagem de 49% foi achada em um grupo similar em Nova Orleans. Estudos indicam que o vírus é endêmico no sudoeste do Japão, no Caribe, e na África. No Brasil, a prevalência é de 0,8 a 1,8% dentre a população geral.

## Transmissão
A transmissão do vírus HTLV-1 pode acontecer por contato sexual; através da exposição a sangue contaminado (tanto por transfusão sanguínea como pelo compartilhamento de agulhas contaminadas em grupos usuários de drogas;  por contaminação fetal; e por transmissão oral (pela fala e por secreções respiratórias).

## Sintomas
Os pacientes com esta doença podem apresentar:
- Linfadenopatia
- Esplenomegalia e hepatomegalia em 50% dos casos.
- Hipercalcemia com a liberação de uma linfocina pelas células malignas que ativam os osteoclastos.
- Lesões ósseas devido a ativação dos osteoclastos
- Lesões cutâneas.

## Diagnóstico
- Morfologia dos linfócitos: pelo Hemograma visualiza-se linfócitos da aspecto característico. Os linfócitos têm núcleo polilobulado característico com aspecto de trevo ou flor ("flower cell").
- Imunofenotipagem pela Citometria de fluxo: CD2+, CD3+, CD4+, CD7-, CD8- e CD25+.
- Isolamento do vírus pelos testes ELISA, Western-blotou PCR.

## Formas clínicas
Existem quatro formas:
- Leucêmica agudo: com presença de flower cells, hipercalcemia, e linfadenomegalia.
- Linfomatosa: leucócitos <4.000/l e ausência de flower cells, lesões de pele, hipercalcemia, linfadenopatia.
- Crônica: com linfocitose, com lesões de pele, sem lesões ósseas.
- Smoldering: leucócitos <4.000/l e flower cells <5%, sem linfadenopatia, sem lesões ósseas, sem esplenomegalia e hepatomegalia, sem lesão óssea.

As formas leucêmicas e linfomatosa são mais agressivas. As formas crônica e smoldering não apresentam massa tumoral e são de difícil diagnóstico que na maioria dos casos é feita somente com a agudização da doença.